# فوهة فريديفورت

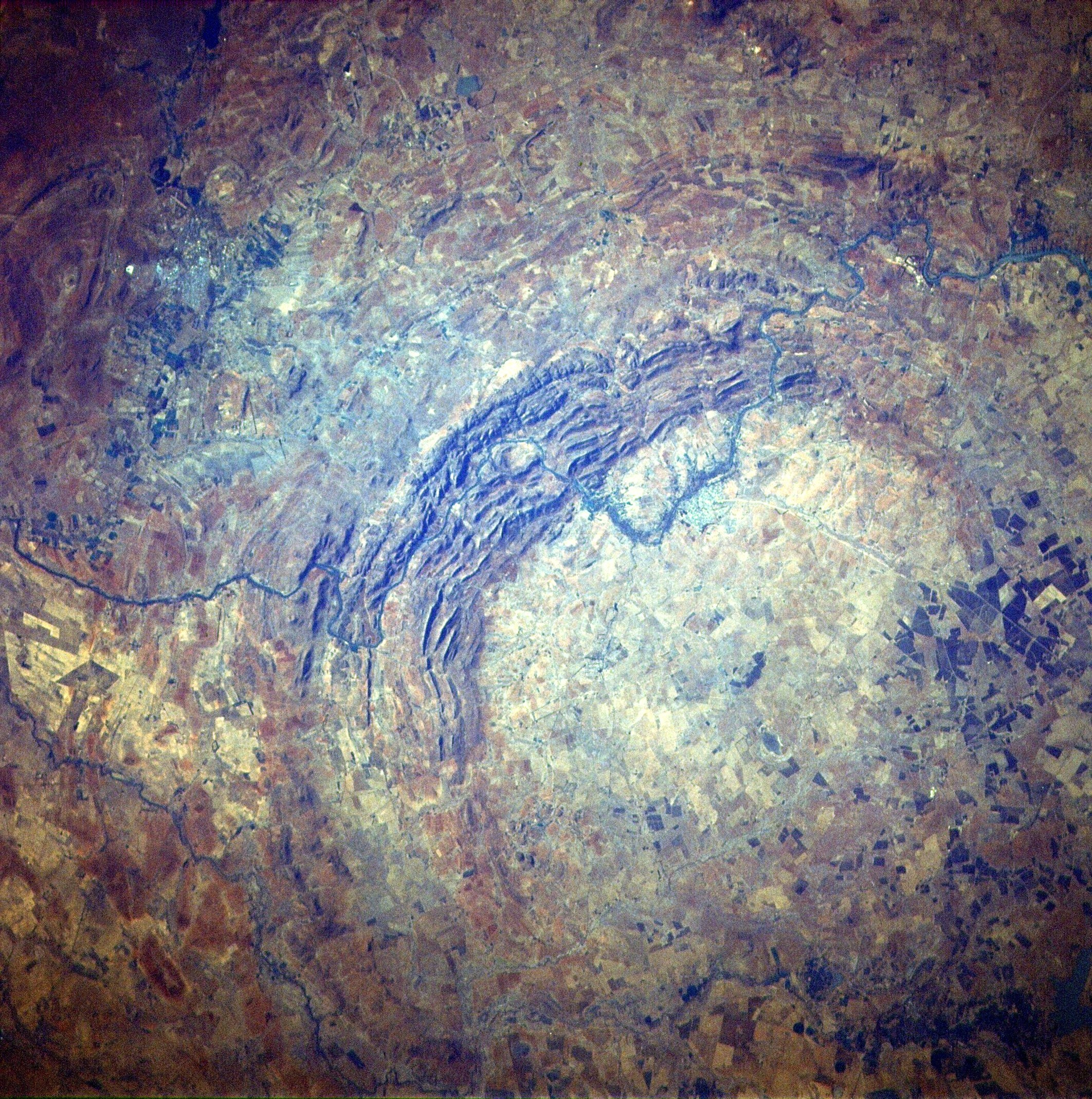

تقع فوهة فريديفورت (Vredefort) في جنوب أفريقيا، وهي أقدم وأكبر فوهة نيزكية معروفة على سطح الأرض. يبلغ قطر هذه الفوهة حوالي 250 كيلومترًا، ويعتقد أن عمرها يبلغ حوالي مليارَي سنة. وتشاهد هذه الفوهة ضمن صور الملتقطة بالأقمار الصناعية كمنطقة شبه دائرية الشكل.

## معرض

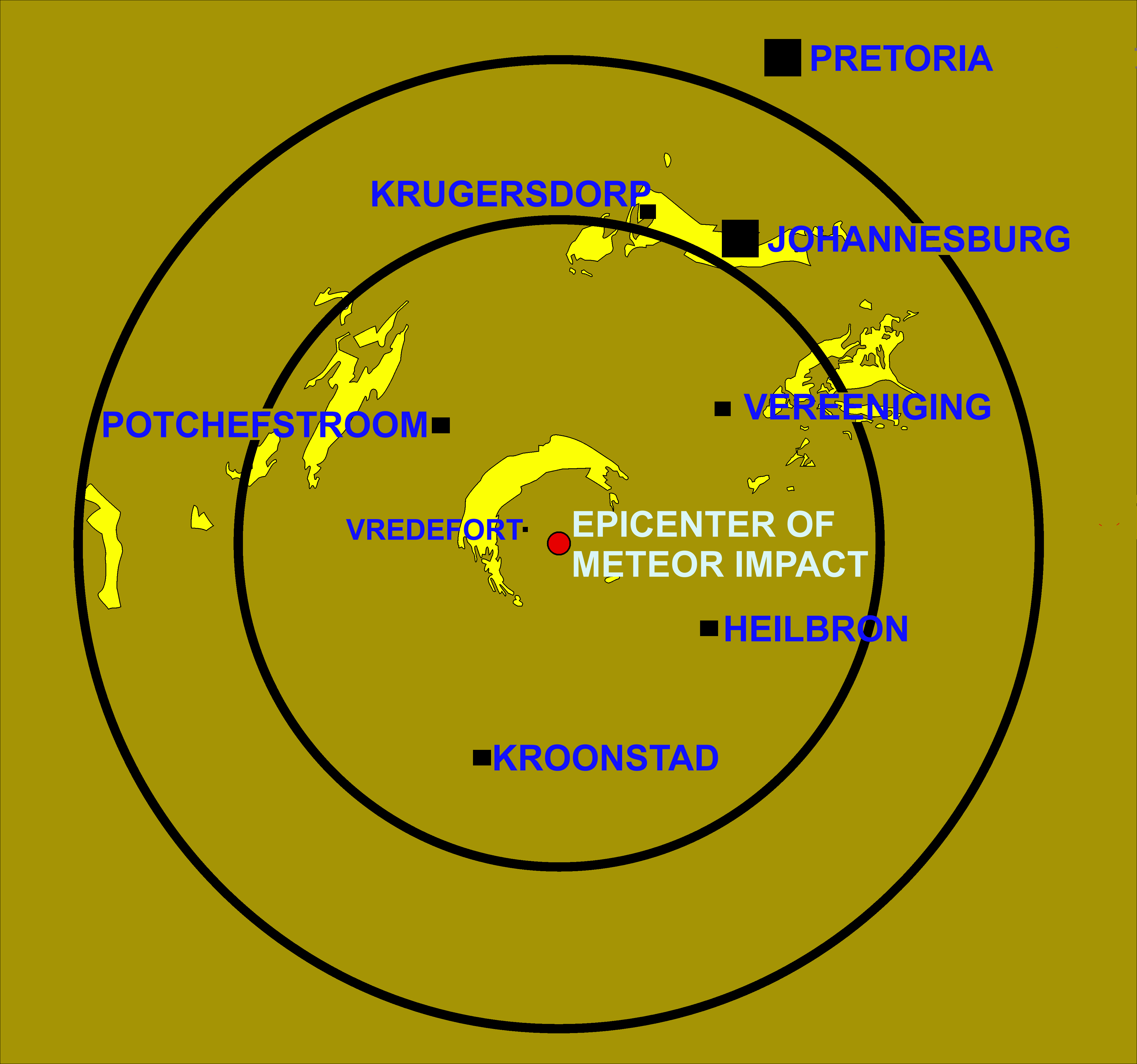
فوهة فريديفورت و وتووترسراند
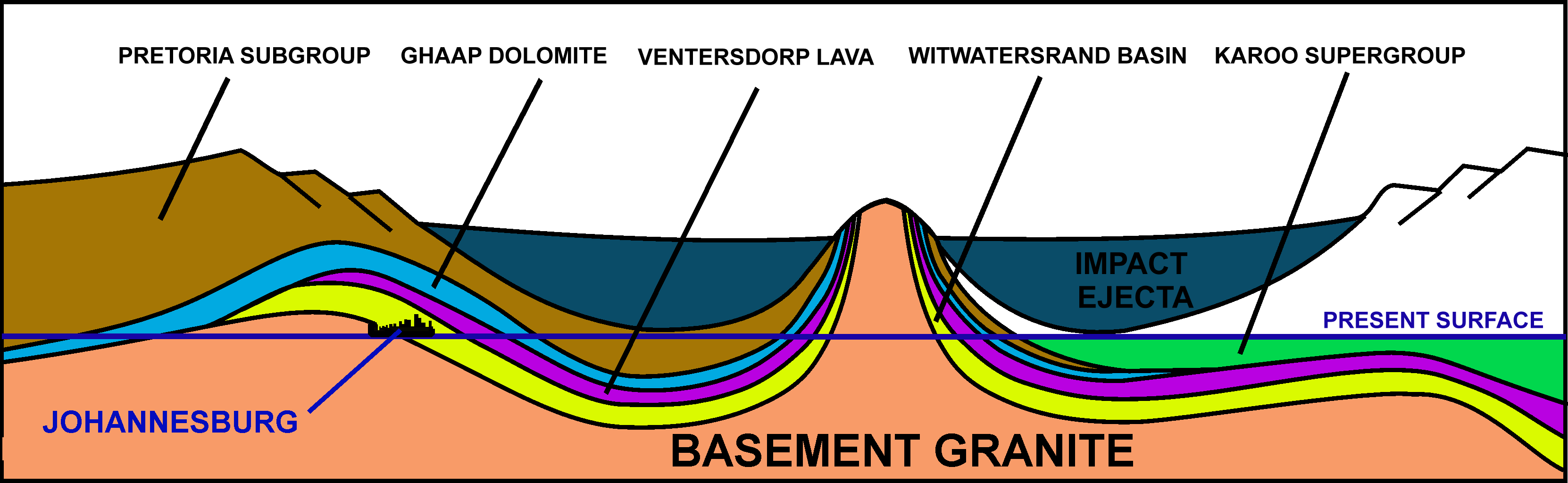
مقطع عرضي للفوهة
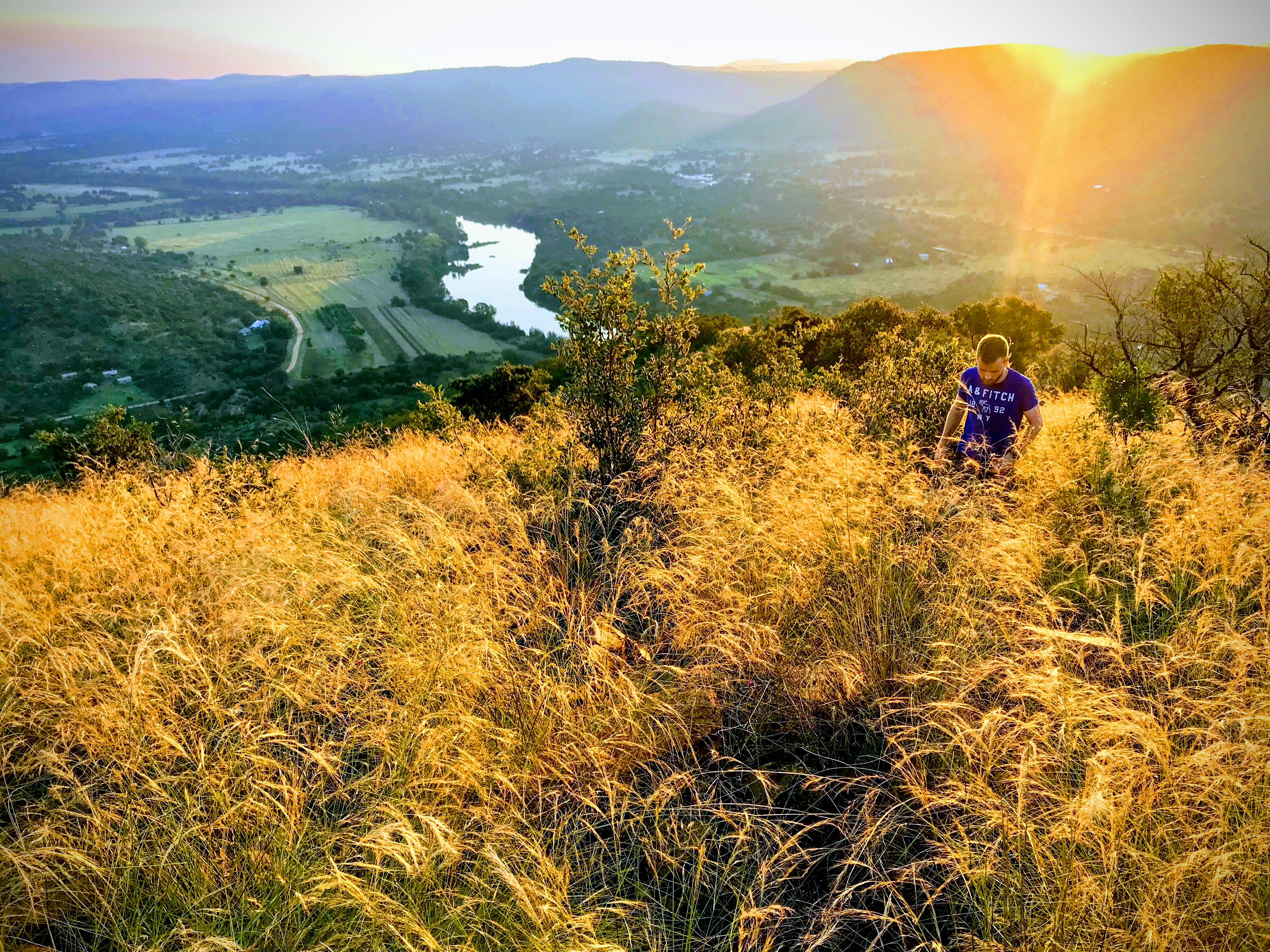
اسفويلكوب